# Inscripció de Teodot
| Inscripció de Teodot | Inscripció de Teodot             |
| -------------------- | -------------------------------- |
|                      |                                  |
| Material             | Pedra calcària                   |
| Escriptura           | Grec                             |
| Mida                 | 75 cm d’amplada x 41 cm d’alçada |
| Cronologia           | Segle I o III d.C                |
| Descobriment         | 1913 per Raymond Weill           |
| Ubicació actual      | Museu Rockefeller, Jerusalem     |

La inscripció de Teodot, descoberta a Jerusalem, és un gravat de deu línies incises sobre una llosa de pedra calcària. El text està escrit en grec i parla sobre Teodot, un sacerdot i cap d’una sinagoga que ell mateix va construir.
Aquesta inscripció és una troballa arqueològica molt important, ja que proporciona l’evidència més antiga coneguda d’una sinagoga al territori.

## Descobriment
La inscripció va ser descoberta a principis del segle xx, entre l’any 1913 i 1914, durant les excavacions arqueològiques que estava realitzant Raymond Weill. Va ser trobada al turó d’Ophel, que se situa al sud del Mont del Temple, dins la zona de Jerusalem coneguda com la “Ciutat de David”, considerada el nucli original de la localitat. Concretament, va aparèixer dins d’una cisterna junts amb altres fragments de construcció, runes i restes d’edificis.

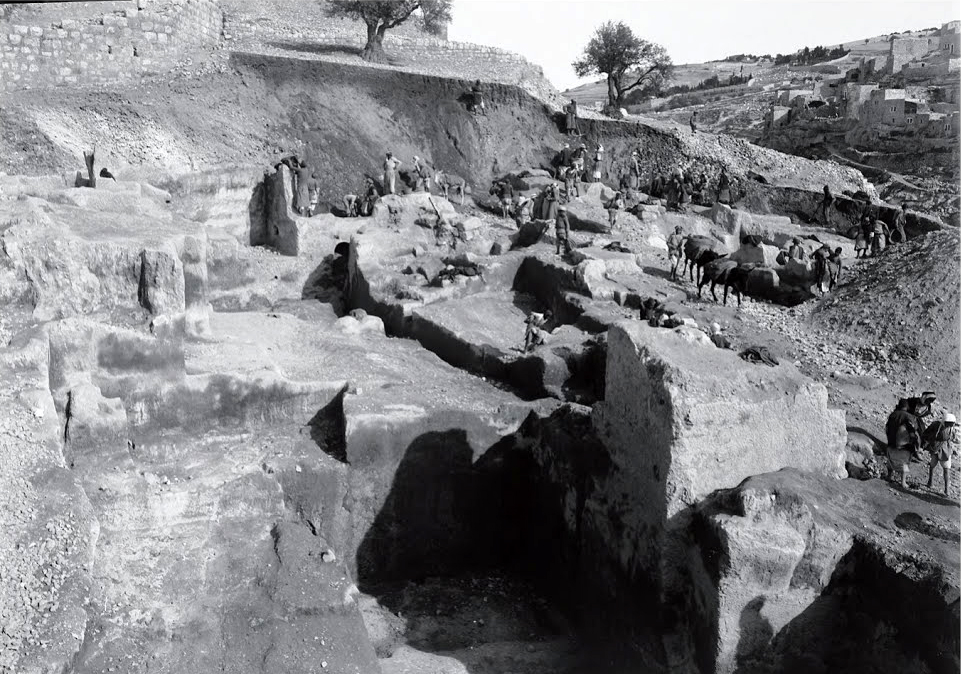
Excavacions de Raymond Weill, Jerusalem en 1913

Weill va descriure la cisterna com “plena de grans materials de construcció, a vegades llançats, altres vegades dipositats amb un cert ordre: enormes carreus de pedra tallada, nombrosos blocs cúbics amb les cares ben tallades, alguns fragments de columnes. Aquest forat va ser reomplert amb les restes d’un edifici enderrocat”.

## Sobre la datació
Des d’un inici, la inscripció es va datar al segle I d.C, en un període previ a l’any 70. Investigadors com M. Clermont-Ganneau argumentaven que l’aspecte paleogràfic del text coincidia amb els gravats propis de l’època herodiana, per la qual cosa, aquesta hauria de ser anterior a la presa de Jerusalem.
Tot i que en un primer moment es va datar amb seguretat al segle I, abans de la Primera Guerra Jueu-romana, autors més recents, principalment Howard Clark Kee, han qüestionat aquesta cronologia. El debat gira entorn del significat del mot “συναγωγή” (sinagoga), on els primers estudis i traduccions ho identificaven com un edifici físic, Kee, però, argumenta que la paraula feia referència a assemblees o espai de reunió. Segons la seva anàlisi, les primeres mencions clares del mot amb significat d’edifici, no apareixen fins a finals del segle III, per la qual cosa, la datació real de la inscripció ha de ser sobre aquest període. Resumidament, l’autor també considera que les característiques arqueològiques del jaciment, així com la llengua, l’estil i determinades expressions del text, apunten a una cronologia més tardana. A més, tenint en compte context històric, argumenta que no hi hauria hagut un reassentament jueu a Jerusalem fins finals del segle II, un cop finalitzades les guerres jueu-romanes, cosa que faria poc probable la presència d’una sinagoga a la ciutat en una data anterior.
Els intents de Kee per datar la inscripció en el segle II o a posteriori no han estat gaire convincents. La majoria d’investigadors opten per datar-la al segle I dins del període herodià, tenint en compte la paleografia, l’estratigrafia del jaciment i el context arqueològic. Per això, es considera probable que la sinagoga fos construïda entre finals del segle I a.C i principis del I d.C, i que es destruís l'any 70 juntament amb la ciutat, el que explicaria les condicions amb les quals va ser trobada la peça. Això permet afirmar que es tracta de l’únic vestigi físic conegut d’una sinagoga activa a Jerusalem en aquell període.

## Context històric
La datació al segle I d.C, ens situa en temps d'Herodes el Gran, que va governar sota la tutela romana. Durant el seu mandat va reconstruir i envellir el Temple de Jerusalem, que era utilitzat com a centre principal del culte jueu. Al territori també hi havia altres edificis religiosos, que tot i no ser tan importants com el temple, eren fets servir com espais de reunió per a la comunitat jueva. Un gran exemple eren les sinagogues, en les que se celebraven oracions, s’allotjaven pelegrins, es dictaven sentències, entre altres funcionalitats. L’any 66 d.C, però, la Primera Guerra Jueu-romana va esclatar com a conseqüència de les tensions econòmiques, socials i religioses i les opressions per part de les autoritats romanes.
L’any 70 d.C, al cap de quatre anys de guerra, els romans van arribar a les portes de Jerusalem, on després de mesos de batalla, van aconseguir trencar les muralles i saquejar la ciutat, destruint tot el que hi havia al seu pas, incloent-hi els temples i les sinagogues. D'aquesta destrucció només ha sobreviscut un vestigi, la inscripció de Teodot, que procedia d’una sinagoga administrada pel mateix individu. La construcció d’aquesta era contemporània al Temple d’Herodes i probablement va romandre en peu durant uns cents anys abans de ser destruïda.

## Text inscripció
1. ΘΕ̣ΟΔΟΤΟΣΟΥΕΤΤΗΝΟ̣ΥΙΕΡΕΥΣΚΑΙ
2. ΑΡ̣ΧΙΣΥΝΑΓΩΓΟΣΥΙΟΣ̣Α̣ΡΧΙΣΥΝ[--]
3. ΓΟ̣ΥΥΙΩΝΟΣΑΡΧΙΣΥΝ[.]ΓΩΓΟΥΩ̣ ΚΟ
4. ΔΟ̣ΜΗΣΕΤΗΝΣΥΝΑΓΩΓΗ̣ΝΕΙΣΑΝΑ[.]ΝΩ
5. Σ[.]Ν ΝΟΜΟΥΚΑΙΕΙΣ̣ [.]ΙΔΑΧ[.]ΝΕΝΤΟΛΩΝΚΑΙ
6. Τ[.]ΝΞΕΝΩΝΑΚΑ[--]ΔΩΜ̣ ΑΤΑΚΑΙΤΑΧΡΗ
7. Σ[.]ΗΡΙΑΤΩΝΥΔΑΤΩΝΕΙΣΚ̣ΑΤΑΛΥΜΑΤΟΙ
8. Σ[.]ΡΗΖΟΥΣΙΝΑΠΟΤΗΣΞΕ[.]ΗΣΗΝΕΘΕΜΕ
9. Λ[.]Ω̣ΣΑΝΟΙΠΑΤΕΡΕΣΑ̣Υ̣ΤΟΥΚΑΙΟΙΠΡΕ
10. Σ[.]Υ̣ΤΕΡΟΙΚΑΙΣΙΜΩΝΙ̣ΔΗΣ

## Traducció
Teodot, fill de Vettenus, sacerdot i arxisinagog, fill d’un arxisinagog i net d’un arxisinagog, va construir la sinagoga per a la lectura de la Llei i l’ensenyament dels manaments, i la casa d’hostes, així com les altres estances i instal·lacions d’aigua (?), per allotjar aquells que ho necessiten i venen de fora, la qual (= la sinagoga) fou fundada pels seus avantpassats, els ancians i Simonides.

## Contingut
La inscripció ens parla sobre un tal Teodot, que és fill de Vettenus, és un sacerdot i “archisynagogos”, és a dir, cap de la sinagoga. El text, per tant, ens proporciona tant el nom del constructor de la sinagoga com el del seu llinatge, així com informació sobre les estructures que es construïen, l'ús que se li donava i en general ens ajuda a entendre la vida religiosa d’una societat concreta en un moment determinat. En l'escrit també es deixa clar la funcionalitat amb la qual complia aquest espai, estava destinat a la lectura pública de la llei (la Torà) i a l’ensenyament dels manaments, de la mateixa manera que servia com espai de posada, sobretot per a peregrins que arribaven de l’estranger. Per aquest motiu, l’edifici disposava d’habitacions i dipòsits d’aigua, que eren utilitzats tant per a necessitats personals dels inquilins com per a les purificacions rituals.

## Característiques formals
La inscripció de Teodot està gravada sobre una llosa de pedra calcària, amb un text limitat per un marc de 31 cm d’alçada per 63 cm d’amplada. Dins d’aquest, trobem deu línies incises escrites en grec amb caràcters uncials (lletres majúscules). La mida total del bloc de pedra, comptant amb el marc exterior, podem dir que és de 41 cm d’alçada per 75 cm d’amplada. La superfície de la pedra, a més a més, està marcada per fissures verticals cap al centre de l’escrit i, també, a la part superior de la dreta, algunes lletres apareixen borroses.
Pel que fa a les lletres, es pot considerar que no tenen una mida uniforme, sinó que presenten una gran variabilitat, ja que es van anar modificant en funció de l’espai disponible. Durant les primeres línies (de la 1 a la 3), l’artesà va utilitzar una mida relativament normal i homogènia, però des de la línia 4 fins a la 8, aquest va començar a fer-les més petites, probablement a causa de la seva preocupació per no tenir suficient espai per escriure tot el text que havia d’incloure. En arribar a la línia 9, va decidir fer les lletres més grans un altre cop, i en la 10 les va inscriure desproporcionadament grans, segurament perquè ja es va adonar que li quedava prou lloc.
Trobem singularitats destacables dins l’escrit, per exemple, en la lletra alfa que té el travesser trencat, una lletra sigma que té quatre barres i les omegues són arrodonides. Així com també, trobem una iota al final de la cinquena línia, que és més petita i està incisa sobre la lletra alfa, les hipòtesis apunten que l’artesà es va oblidar d’aquesta i va continuar amb la següent paraula, quan es va adonar de l’error, va haver de retrocedir i inserir una petita iota sobre la A.

## Possibles interpretacions
Després dels estudis realitzats de la inscripció, es van plantejar una sèrie d’hipòtesis sobre qui podria ser Teodot i en quin context va construir-ne la sinagoga.
Així doncs, Raymond Weill, va establir que Teodot era un nom grec comú, però Vettenus era llatí, fet que, tenint en compte el context històric i la situació política del moment, això implicava que Teodot i la seva família van arribar a Jerusalem des de la comunitat jueva d’Itàlia. Altres investigadors però, afirmen que un sol nom no pot justificar una afirmació tan important. Tanmateix, tant el llenguatge de la inscripció com l’ús de l’edifici per albergar a peregrins, podria suggerir que Teodot i els seus parents es van establir al territori des de l'estranger.
Al final de la inscripció, l’individu també remarca que la fundació de la sinagoga (ἣν ἐθεμελίωσαν) havia estat prèviament realitzada pels seus predecessors, és a dir, “his forefathers, the elders and Simonides” (pels ancians i Simónides), mentre que ell va ser el responsable de la seva construcció (ᾠκοδόμησε τὴν συναγωγήν). Els diferents verbs suggereixen que Teodot va construir la sinagoga després de traslladar des de l'estranger una comunitat sinagogal que els seus avantpassats, junts amb altres persones distinguides havien fundat originalment, almenys tres generacions abans. No es pot determinar amb certesa si aquesta fundació incloïa un edifici o no.